# Meister des Altars von Arboga
Als Meister des Altars von Arboga wird der in Lübeck zwischen 1490 und 1525 wirkende Künstler benannt. Der namentlich nicht bekannte Künstler erhielt seinen Notnamen nach seinem Hauptwerk, dem Altar in Arboga in Schweden.
Die Kunstwissenschaft vermutet, dass Bildschnitzer und Bildmaler des Altars zwei verschiedene Personen waren. Daher kann dann Meister des Altars von Arboga den Maler des Altars von Arboga bezeichnen oder mit Meister des Altars von Arboga kann auch der Bildschnitzer des Altars gemeint sein.

## Bildschnitzer des Altars von Arboga

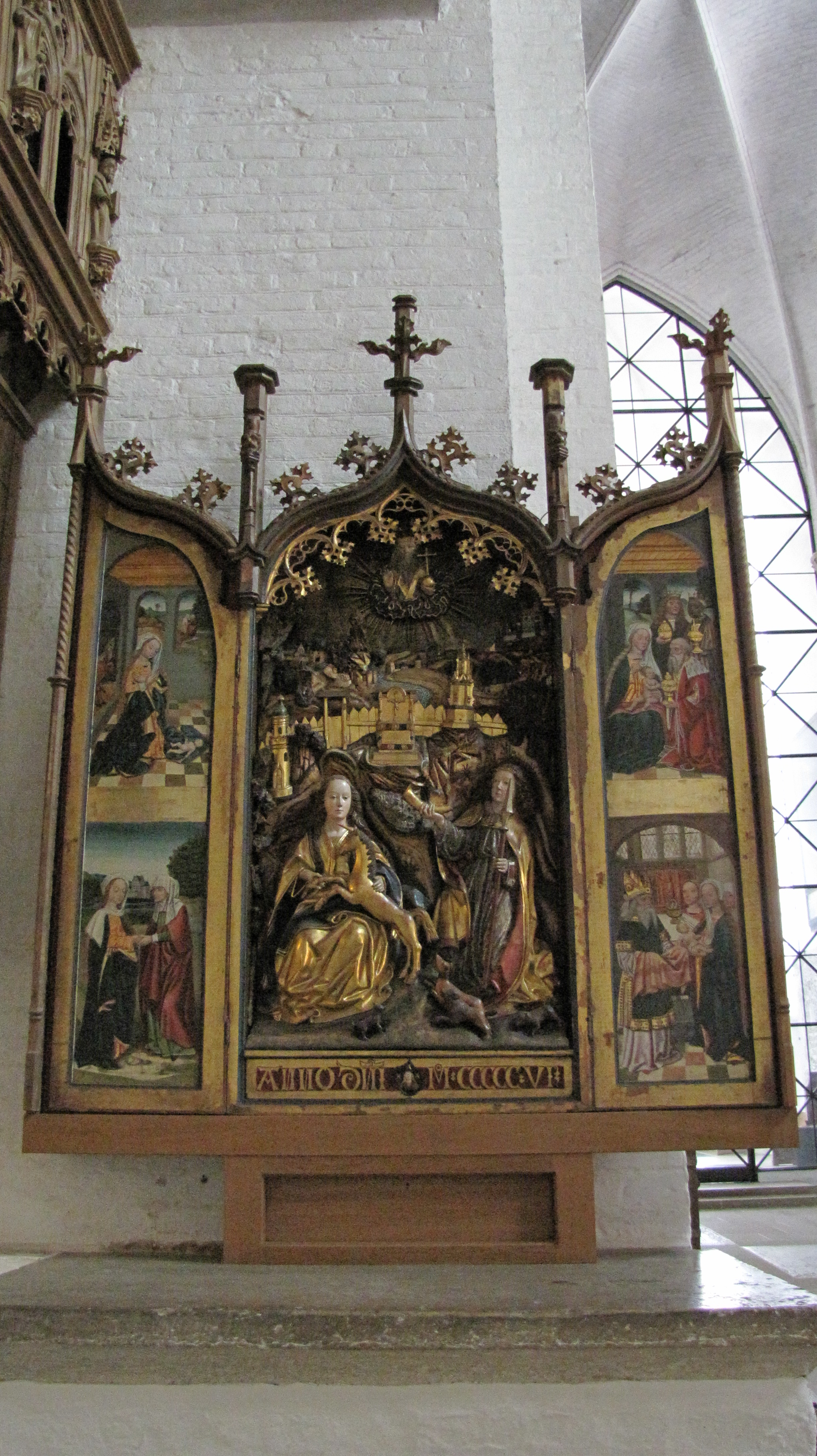
Marienaltar mit der Einhornjagd

Der Kunsthistoriker Walter Paatz rühmt die Bildschnitzarbeiten des Altars von Arboga als ausgesprochen eindrucksvoll und zieht den Vergleich zu dem Maria-Magdalenen-Altar und dem Thomas-Altar im St.-Annen-Kloster Lübeck, nach 1520 entstanden. Er sieht in dem Bildschnitzer einen Gehilfen von Henning von der Heyde, der bereits um 1490 am Altar von Rytterne an den Passionsreliefs seine Handschrift gezeigt haben soll. Nach Paatz ist auch die Predella des Fronleichnams-Altars (1498) aus der Maria-Magdalenenkirche (Burgkirche) in Lübeck aus seiner Hand. Paatz ordnet ihm auch den Altar von Aspeboda, eine Madonna aus Tyresö im Schwedischen Nationalmuseum, eine Anna selbdritt aus Vaerøy im Museum Tromsø, einen Altar aus Pönal im Museum von Reval, den Marienaltar mit der Einhornjagd im Lübecker Dom und das Mittelrelief des Altars in der Marienkirche in Bad Segeberg als selbständige Arbeiten zu.

## Maler des Altars von Arboga
Die Malereien an den Flügeln des Altars von Arboga werden vom Stil mit denen des Meisters von 1473 am Kreuzigungsaltar der Lübecker Jakobikirche verglichen. Auch die Arbeit am Altar von Opdal oder die Flügel des Altars in Vevring in Norwegen könnten aus der Hand des Meisters sein.

## Belege
1. ↑  Meister des Altars von Arboga. In: Hans Vollmer (Hrsg.): Allgemeines Lexikon der Bildenden Künstler von der Antike bis zur Gegenwart. Begründet von Ulrich Thieme und Felix Becker. Band 37: Meister mit Notnamen und Monogrammisten. E. A. Seemann, Leipzig 1950, S. 12 (biblos.pk.edu.pl – Führt zum gleichen „Lemma“ nacheinander zwei Einträge an, den ersten für den Bildschnitzer, den zweiten für den Maler).
2. ↑  Henning von der Heyde. In: Wolfgang Paatz: Bernt Notke und sein Kreis. Deutscher Verein für Kunstwissenschaft, Berlin 1939, S. 147–168, hier S. 165–166 (uni-heidelberg.de).
3. ↑  Der Meister des Altars von Arboga. In: Harald Busch: Meister des Nordens. Die altniederdeutsche Malerei. 1450–1550. Ellermann, Hamburg 1940, S. 98.